# Tamsalu (Lääne-Saare)
Tamsalu – wieś w Estonii, w prowincji Saare, w gminie Kaarma. Pod koniec 2004 roku wieś zamieszkiwało 27 osób.